# Pristiophorus nudipinnis
Pristiophorus nudipinnis (Günther, 1870) è un pesce della famiglia Pristiophoridae. Appartiene al genere Pristiophorus.

## Areale e habitat
Vivono sulle coste sud-orientali dell'Australia, e sono stati avvistati a profondità comprese tra 37 e 165 metri. Abitano la piattaforma continentale e sono moderatamente comuni all'interno della loro zona.

## Aspetto
Alla nascita i piccoli misurano tra i 25 e i 32 cm. La lunghezza massima è di circa 124 cm. Il corpo è colore grigio-ardesia sul dorso e bianco sul ventre. All'estremità della testa è presente un rostro, la cui lunghezza è di circa il 22-24% dell'intera lunghezza dell'animale. Lungo la lunghezza del rostro, sono presenti anche un paio di barbigli. Sul rostro sono presenti tra 17 e 19 denti di sega, 12-14 davanti ai barbigli, 6-8 dopo.

## Riproduzione
La specie è ovovivipara, producendo circa 7-14 piccoli ogni anno. I cuccioli alla nascita sono lunghi circa 25 cm.

## Interazioni con l'uomo
La specie è considerata molto vulnerabile ed innocua. La carne è consumata fresca dall'uomo.